# Josh Nelson

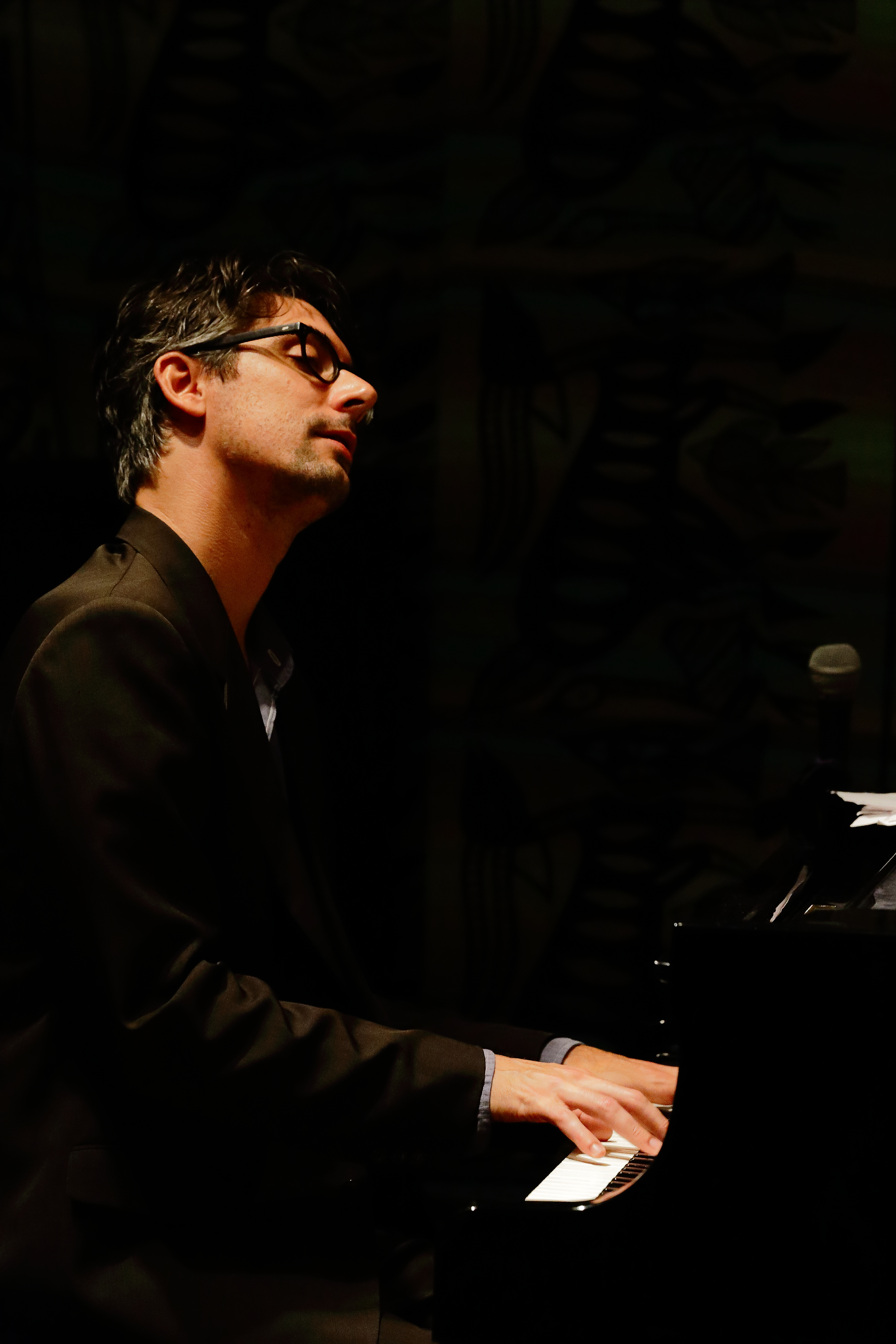
Josh Nelson, 2013

Josh Nelson (* 1. August 1978) ist ein US-amerikanischer Jazzmusiker (Piano, Komposition, auch Keyboard, E-Piano).
Nelson war ab den späten 1990er-Jahren in der kalifornischen Jazzszene aktiv; bereits mit 19 Jahren legte er 1998 sein Debütalbum First Stories vor, gefolgt von Anticipation, das 2004 erschien und Eigenkompositionen enthielt. 2000 nahm er mit dem Gitarristen Mike Scott auf (Good Place To Be); in den folgenden Jahren arbeitete er u. a. mit den Vokalistinnen Natasha Miller, Jennifer Leitham, außerdem mit der Band Cross Hart (um Ryan Cross und Lorca Hart), Evan Stone, Hitomi Oba, Pat Senatore und mit Jennifer Hall. 2007 spielte Nelson das Album Let It Go ein,  an dem u. a. Seamus Blake, Anthony Wilson, Darek „Oles“ Oleszkiewicz, Matt Wilson und die Sängerin Sara Gazarek mitwirkten. Im Bereich des Jazz war er zwischen 2000 und 2016 an 23 Aufnahmesessions beteiligt. Zu hören ist er auch auf Kenny Washingtons Album What’s the Hurry (2020).

## Diskographische Hinweise
- Friends...Forever (2007), mit Ludvig Girdland
- I Hear a Rhapsody (2009), u. a. mit Ben Wendel
- Discoveries (2011), u. a. mit Larry Koonse, Alan Ferber
- Exploring Mars (2015)
- Dream in the Blue (2016), mit Sara Gazarek
- The Sky Remains (2017)
- Josh Nelson Trio: The Discovery Project: Live in Japan (Steel Bird, 2020)
- LA Stories: Live at Sam First (2023)